# セイントイライアス岬燈台
セイントイライアス岬燈台（Cape Saint Elias Lighthouse、または、C. St. Elias Light）とは、太平洋のアラスカ湾の北部に存在する島の1つ、カイアック島のセイントイライアス岬に存在する燈台である。

## 概要
セイントイライアス岬燈台は、北緯59度47分54秒、西経144度35分56秒に存在する。この燈台は岩盤の上にコンクリートで作られており、その高さは約16.7m、海面からの高さは約25.9mである。この燈台は1915年に建設が始められ、1916年から運用開始され、そして1974年からは自動化されている。なお、2008年現在、非営利団体のセイントイライアス岬燈台保存協会（Cape St. Elias Lightkeepers Association）が、この燈台の保存と修復などのために、燈台の貸し出しを行っている

。

## 歴史
1913年10月に、セイントイライアス岬に燈台を建設することが決まり、そのための予算として11万5000ドルが計上された。 しかし、実際の建設が始まったのは、1915年のことであった。なお、この年第3等フレネルレンズが取り付けられた。そして、1916年に運用が開始された。なおこの年、無線機も設置された

。
1927年には、無線標識装置も設置された。1974年に、アメリカ合衆国沿岸警備隊（United States Coast Guard）によって、この燈台は自動化が行われた。1975年に、このセイントイライアス岬燈台は、アメリカ合衆国国家歴史登録財の1つに加えられた。1998年には、太陽電池で動くVega社製光学機器が設置された。またこの年、1915年に取り付けられた元々のレンズを新品に交換した。なお、この元々のレンズはコードバにあるコードバ博物館に所蔵された。